# Kurt Pomme
Kurt Pomme (* 14. Februar 1899 in Witaschütz; † 29. April 1964 in Hamburg) war ein deutscher SS-Führer und Polizist.

## Leben und Wirken

### Frühes Leben
Kurt Pomme nahm mit der preußischen Armee am Ersten Weltkrieg teil. Nach dem Krieg tra er in den preußischen Polizeidienst ein.

### Karriere im NS-Staat
Seit 1929 unterhielt Pomme Kontakte zu nationalsozialistischen Kreisen. Wenige Wochen nach der nationalsozialistischen Machtergreifung wurde er am 21. März 1933 zum Leutnant der Landespolizei befördert. In der Folgezeit gehörte er zu den Mitarbeitern Hermann Görings.
Im November 1934 wurde Pomme als Adjutant von Reinhard Heydrich, dem Leiter des Geheimen Staatspolizeiamtes und Leiters der Sicherheitspolizei, ins Geheime Staatspolizeiamt versetzt. Einigen Quellen zufolge hatte der preußische Ministerpräsident Hermann Göring diese Ernennung bei Heydrich durchgesetzt, um so einen ihm loyalen Aufpasser und Beobachter im Umfeld von Heydrich zu haben, der ihn angesichts des beständigen Machtkampfes der höheren NS-Führer über die Aktivitäten des Gestapo-Chefs auf dem Laufenden halten sollte. George C. Browder schreibt unter Verweis auf diese Quellen, dass einiges dafür spricht, dass Pomme „eine Art trojanisches Pferd“, dass der preußische Ministerpräsident in der Umgebung der des Chefs der Sicherheitspolizei platziert habe, gewesen sei. Pommes Aufgabe als Chef der Heydrich'schen Adjutantur im Geheimen Staatspolizeiamt (Gestapa) bestand darin als Verbindungsmann des Gestapa zu den verschiedenen Landes- und Reichs-Ministerien zu fungieren, insbesondere hatte er Kontakt zu Görings Dienststelle als Preußischer Ministerpräsident dem Preußischen Staatsministerium zu halten. Eine weitere wichtige Aufgabe Pommes war es ferner als Verbindungsmann Heydrichs Fühlung mit der Abwehr zu halten.
Der angebliche frühere Gestapobeamte Hans-Jürgen Koehler behauptete 1940 im englischen Exil, dass es Heydrich jedoch gelungen wäre, Göring auszumanövrieren, indem er Pommes Tätigkeit in seinem Stab im Wesentlichen darauf beschränkt habe, ihn bei repräsentativen Anlässen zu vertreten, so dass dieser nur sehr wenig Gelegenheit gehabt habe, seinen Chef zu überwachen. Auf die Führung und die Handlungen der Politischen Polizei habe er keinen Einfluss gehabt. Als Erscheinung beschreibt Koehler Pomme wie folgt:
„Hauptmann Pomme ist um die vierzig. Ein großer, breitschultriger Mann mit kurzgeschnittenem, dunklen, an der Seite gescheiteltem Haar. Sein Gesicht ist rund, seine Augen sind dunkel, seine Haltung ist gekennzeichnet durch die typische Steifheit eines altmodischen preußischen Offiziers. Er befleissigt sich einer harten, befehlsgewohnten Redeweise. Fremden gegenüber beträgt er sich auf eine stets höfliche, beinahe schon liebenswerte, Weise. Er ist verheiratet und führt ein schlichtes, beinahe bescheidenes, Leben. Ich kannte ihn als einen menschlichen, ehrlichen Mann. Innerhalb des Polizeiapparates war er ein Vertreter der gemäßigten Sorte.“
Im Zuge seiner Tätigkeit als Heydrichs Adjutant, die er bis zum 15. Dezember 1941 beibehielt, wurde Pomme am 20. April 1936 zum Hauptmann der Polizei befördert und am 1. März 1938 im Rang eines Hauptsturmführers in die SS (SS-Nummer 290.459) aufgenommen. Zum 1. Mai 1937 trat er der NSDAP (Mitgliedsnummer 4.691.080) bei.
1939 setzte Heydrich Pomme zusammen mit Walter Schellenberg, Werner Best, Herbert Mehlhorn und Wilhelm Albert als die fünf Direktoren der SS eigenen Nordhav-Stiftung ein. Am 20. April 1940 folgte die Beförderung Pommes zum Sturmbannführer der SS und zum Major der Polizei. Später wurde er noch zum Oberst der Polizei und am 1. August 1943 zum Obersturmbannführer der SS ernannt.
In der zweiten Hälfte des Zweiten Weltkrieges amtierte Pomme unter anderem noch als SS- und Polizeistandortführer in Winniza.

### Nachkriegszeit
Nach dem Ende des Zweiten Weltkriegs geriet Pomme in alliierte Gefangenschaft. Der US-Geheimdienst vernahm ihn im November 1945 über den Verbleib des Gestapochefs Heinrich Müller. Pomme gab zu diesem an, dass er während der Schlacht um Berlin durch die Rote Armee umgekommen sei.
In späteren Jahren lebte Pomme in Hamburg.

## Ehe und Familie
Pomme war seit dem 30. Mai 1925 mit Katharina Müller (* 16. Januar 1899 in Berlin; 26. September 1992 in Wentorf bei Hamburg) verheiratet.